# Dana Ivgy
Dana Ivgy (en hebreo: דאנה איבגי‎: ; nació el 3 de abril, 1982) es una actriz israelí e hija del actor Moshe Ivgy.

## Carrera
Cuando era niña apareció en varias producciones de televisión y película. Desde su graduación de una universidad de cine, apareció en varias películas aclamadas.
En el 2002, ganó la atención de la Academia de Cine Israelí cuando fue nominada por el premio de Mejor Actriz de Reparto por su rol como Sarit en el drama deportivo Provenza Beitar. También recibió una nominación por el papel de Tikva Ida en el drama, Las Personas de Barbacoa basado en la celebración del Día de la Independencia Israelí. También apareció en la película aclamada por los críticos, Alas Rotas.
Recibió considerables aclamaciones como la protagonista en la película, Or (Mi Tesoro) (2004), dirigida por Keren Yedaya; un drama sobre una adolescente (Ivgy) y su madre prostituta (Ronit Elkabetz). Ganó premios de festivales internacionales de cine y ganó el premio por Mejor Actriz de la Academia de Cine Israelí.
En el 2006, apareció en Aviva Ahuvati, donde ganó el premio de la Academia de Cine israelí por Mejor Película. Un año más tarde, apareció en la película de origen francés-israelí de Amos Gitai, La Retirada, sobre una madre en búsqueda de un niño abandonado, durante la retirada de las Fuerzas Armadas Israelíes en Gaza.
En el 2009, se reunió con Yedaya y Elkabetz en Jaffa, un drama inspirado por Romeo y Julieta sobre una chica judía israelí y un chico árabe israelí quienes han concebido un bebé y conspiran para casarse, antes de que la tragedia interrumpa sus planes. Gracias a la representación de la protagonista embarazada, consiguió otra nominación por Mejor Actriz de la Academia de Cine Israelí. Compartió esta nominación por su trabajo en Haiu Leilot con su padre, Moshe Ivgy.
Ivgy también estableció Tziporela, una compañía de teatro y actualmente está escribiendo y dirigiendo un cortometraje.

## Filmografía
| Año  | Película                    | Función       | Notas |
| ---- | --------------------------- | ------------- | --- |
| 1992 | Malachim B'Ruah             | Dana          | |
| 1993 | Zohar                       | Chica #1      | |
| 1999 | Zman Avir                   | Ofra          | |
| 2001 | Kochav Zore'ach Me'al HaLev | Dassy         | Televisión |
| 2002 | Provenza Beitar             | Sarit         | Nominación - Ophir Premio para Actriz De apoyo Mejor |
| 2002 | Alas rotas                  | Iris          | Título original: Knafayim Shvurot |
| 2003 | Las Personas de Barbacoa    | Tikva Ida     | Título original: Ha-Mangalistim Nominación - Premio Ophir de Mejor Actriz de Reparto |
| 2003 | Tik Sagur                   | Hila Zaituni  | 1 episodio: Kartis Sachkan |
| 2004 | Or (Mi Tesoro)              | Or            | Ophir Premio Orphil por Mejor Actriz Festival de cine internacional en Bratislava Gran Prix Festival Internacional del Cine Contemporáneo en la Ciudad de México Premio por Mejor Actriz |
| 2006 | El Sustituto                | Zohara        | Título original: Hayelet Bodeda |
| 2006 | Aviva, Mi Amor              | Oshrat Cohen  | Título original: Aviva Ahuvati |
| 2006 | Pequeños Héroes             | Liron         | Título original: Giborim Ktanim |
| 2007 | Los Secretos                | Sigi          | Título original: Ha-Sodot |
| 2007 | Screenz                     | Gooly         | Serie de televisión |
| 2007 | El Árbitro                  | Oshrit Asulin | 2 episodios |
| 2007 | La Retirada                 | Dana          | Amos Gitai Película |
| 2009 | Ruina                       | Naama         | Cortometraje |
| 2009 | Jaffa                       | Malí Wolf     | Nominación - Premio Ophir por Mejor Actriz |
| 2010 | Haiu Leilot                 | Goni          | AKA Aquellas Eran Noches Nominación - Premio Ophir por Mejor Actriz |
| 2010 | Esperando al Apagón         | Lyla          | |
| 2013 | Cupcakes                    | Dana          | |
| 2014 | Al Lado de Ella             | Gabby         | |
| 2014 | Cero Motivación             | Zohar         | |